# Canary Wharf
Pour les articles homonymes, voir Canary Wharf (homonymie).

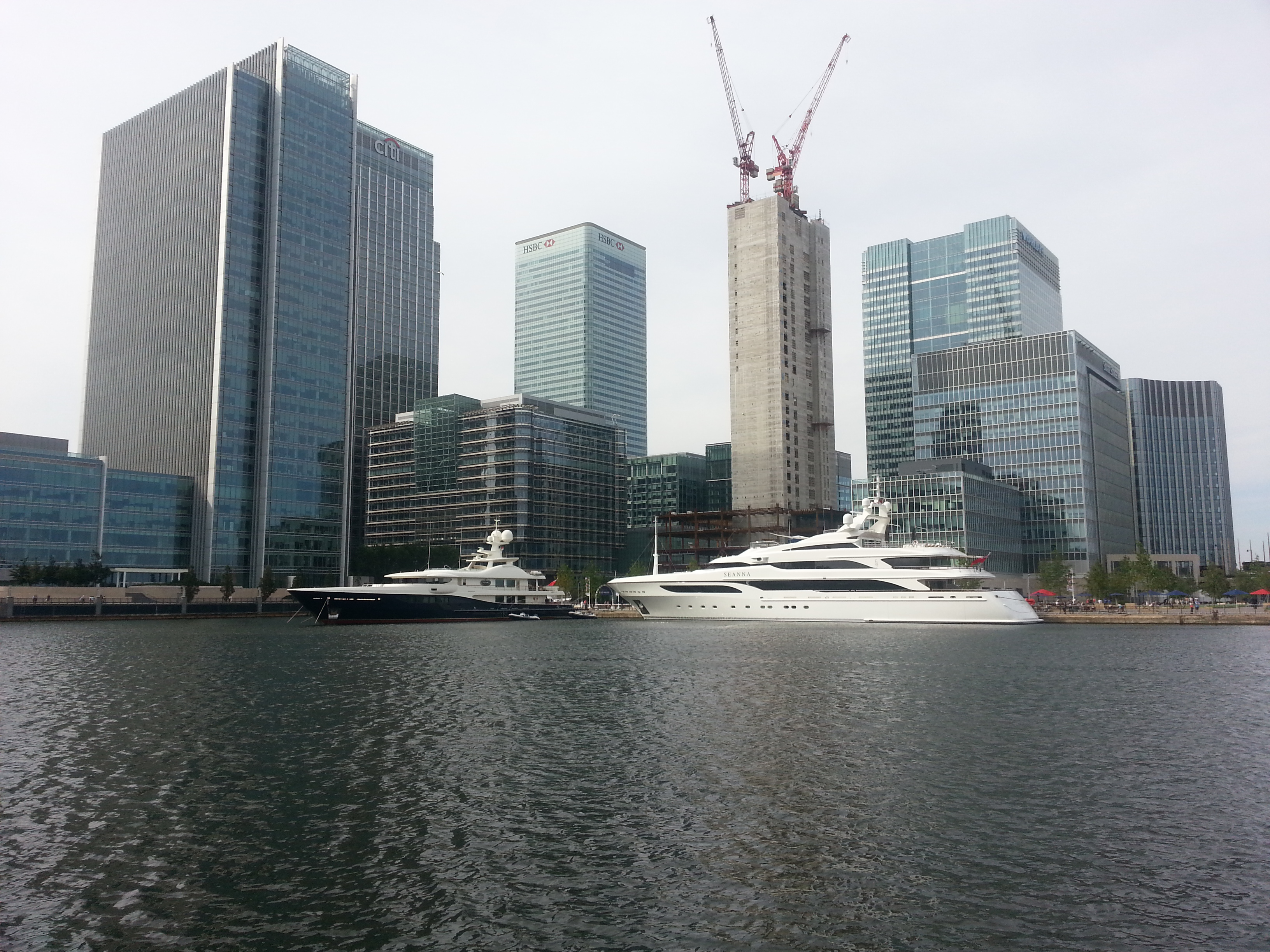
Vue de Canary Wharf depuis sa marina.

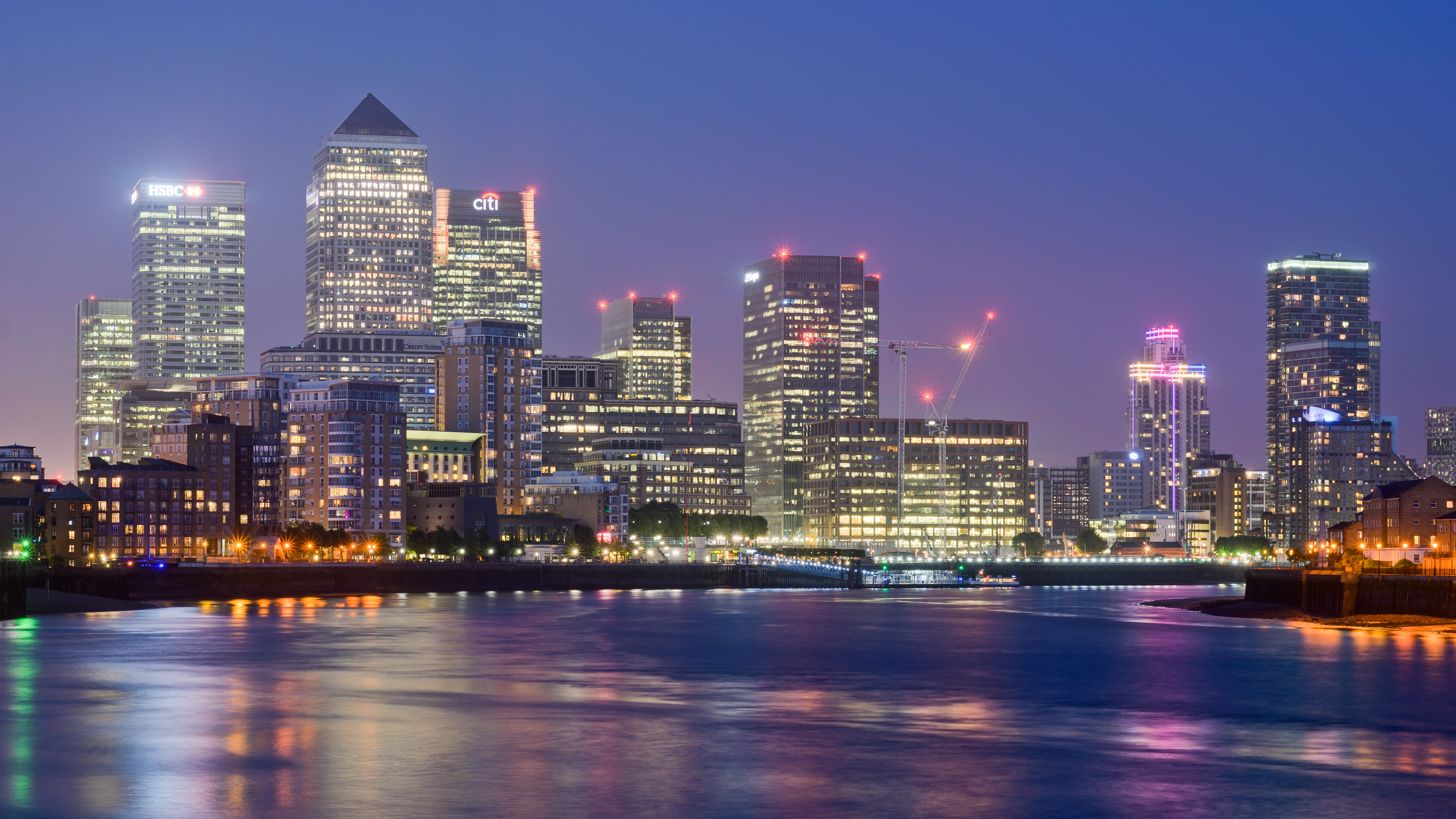
Canary Wharf depuis Thames Path. Juin 2016.

Canary Wharf est un quartier d'affaires d'une quarantaine d'hectares développé en bordure de la Tamise, situé dans l'est londonien, dans le district de Tower Hamlets. Développé à partir des années 1980, il est devenu le plus important centre d'affaires de Londres après la City. Fin 2006, environ 90 000 personnes travaillent à Canary Wharf, notamment dans la banque et dans l'édition. On y trouve trois des plus hauts gratte-ciel du Royaume-Uni : One Canada Square, 8 Canada Square et 25 Canada Square.
Parmi les grands groupes qui ont eu ou ont toujours des locaux à Canary Wharf, on peut citer les banques Barclays, Crédit suisse, HSBC et Citigroup, le cabinet d'avocat Clifford Chance, et les médias Thomson Reuters et Trinity Mirror.

## Histoire

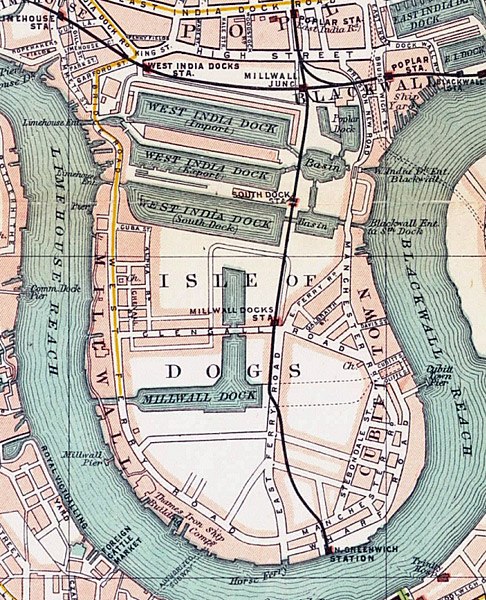
l’Île aux chiens en 1899, à l'apogée de l'activité portuaire. Le site portuaire a été réaménagé et aujourd'hui les bassins ont été transformés en port de plaisance.

Canary Wharf se trouve sur l’Île aux Chiens, péninsule formée par un méandre de la Tamise et située dans Tower Hamlets, district londonien assez défavorisé économiquement situé dans l'East End, à quelques kilomètres à l'est de la City. Ce quartier tire son nom du latin « Canariae Insulae » (îles aux chiens) : les îles Canaries.
L'Île aux chiens se trouve en effet au cœur des docklands, qui est le grand centre portuaire londonien. La zone est un lieu de déchargement et de stockage, notamment de produits agricoles en provenance des Îles Canaries. Dans la deuxième moitié du XXe siècle, l'activité portuaire décline dans les docklands au profit de zones situées plus à l'est, plus à l'écart de la ville. 
En 1980, les docks de l'Île aux chiens ferment, et l'activité portuaire cesse dans les docklands. Le quartier est alors sinistré. Un organisme, le London Docklands Development Corporation, est créé pour tenter de le revitaliser. Dans le même temps, les banques anglaises connaissent une expansion et ont besoin d'un nouveau type de bureaux, plus spacieux. Il est très difficile de construire dans la City en raison des lois d'urbanisme. Des investisseurs s'intéressent alors à Canary Wharf. Le projet est vendu à la société Olympia and York, des frères Reichmann, notamment de Paul Reichmann. 
Les constructions commencent à la fin des années 1980, à l'initiative de Margaret Thatcher, qui souhaire revitaliser les anciens docks et l'Est de Londres. La principale réalisation  du projet est One Canada Square, achevée en 1991, qui devient le plus haut immeuble du Royaume-Uni. Cependant un krach immobilier met un coup d'arrêt au développement du quartier au début des années 1990. Le groupe Canary Wharf rachète les biens de la société Olympia and York dans ce quartier, 47 % du bâti dans cette zone.
À la fin de cette décennie, la conjoncture devient plus favorable et le quartier se fait nettement plus accessible depuis le centre de Londres grâce à une extension de la ligne de métro Jubilee Line (elle avait été promise par Margaret Thatcher, mais non réalisée jusqu'alors). Les constructions reprennent alors et Canary Wharf connaît un fort développement. 
En 1996, deux personnes sont tuées par un véhicule piégé de l'Armée républicaine irlandaise provisoire dans Canary Wharf, qui fait également des dizaines de blessés.
En 2004, le groupe Canary Wharf, qui possède une part substantielle du quartier, est acquis par un consortium d'investisseurs mené par Morgan Stanley. En janvier 2015, Songbird, une société qui détient 69 % de Canary Wharf Group, et qui était détenue par la China Investment Corporation, Simon Glick, et Morgan Stanley, est acquis par la Qatar Investment Authority et le fonds canadien d'immobilier Brookfield pour 2,6 milliards de livres.
Dans la première moitié des années 2020, le taux de vacance des immeubles du quartier est de 15 % ou plus. Le développement du télétravail a également un impact sur la vie de ce quartier d'affaires, et sur l'occupation des espaces de bureau. À Londres, les salariés passent en moyenne, dans cette période, 2,7 jours par semaine au bureau, contre 3,5 jours à Paris et 3,1 jours à New York. La City, au centre de la métropole, redevient un quartier plus vivant, plus attrayant, mieux accessible. « Il n’y a du monde que du mardi au jeudi », indique une personne travaillant au Canary Wharf. « Les autres jours, on a la sensation de travailler dans une jungle de béton désertée. ».